# Biwa
 Ovo je glavno značenje pojma Biwa. Za druga značenja pogledajte Biwa (razdvojba).
Biwa (jap:琵琶湖, Biwa-ko) je jezero koje se nalazi u Japanu. Biwa je tektonskog je podrijetla i najveće je slatkovodno jezero u toj državi.

## O jezeru
Smješteno je u središnjem dijelu najvećeg japanskog otoka, Honshua u prefekturi Shiga. Nalazi se sjeveroistočno od bivšeg glavnog grada, Kyota. Upravo zbog te blizine jezero Biwa se često pojavljuje u japanskoj kulturi, osobito poeziji, književnosti i povijesti. Mnogi umjetnici drevnog Japana dolazili su ovamo kako bi našli inspiraciju.

### Naziv
Naziv 'Biwa-ko potječe iz Edo razdoblja. Ima više teorija o podrijetlu imena Biwa, no većina stručnjaka slaže se da ime potječe od imena lokalnog glazbala. Samo jezero ima oblik kao to lokalno glazbalo. Jezero se nekad naziva i Awaumi (淡海) što znači slatkovodno more, ili se negdje čak nalazi i naziv Chikatsu Awaumi (近淡海) što je pak duža verzija riječi Awaumi i znači slatkovodno more u blizini glavnog grada (misli se na bivši glavni grad Kyoto).

### Iskorištavanje jezera
Područje jezera iznosi oko 670 km2, dok područje njegoog područja iznosi negdje oko 3174 km². Iz jezera istječe rijeka Seto, koja poslije utječe u Unutarnje more. Jezero služi za vodoopskrbu gradova Kyota i Otsua te pruža pitku vodu za oko 15 milijuna stanovnika regije Kansai. U jezeru ima dosta slatkovodne ribe, pogotovo pastrvke, a na jezeru je razvijena i marikultura.

### Podrijetlo i zaštita
Jezero Biwa je tektonskog podrijetla i spada među dvadeset najstarijih jezera na svijetu. Jezero je nastalo prije 4 milijuna godina. Ovaj dugi, neprekinuti, niz doveo je do toga da se u jezeru razvila posebna flora i fauna. Znanstvenici su u jezeru otkrili 1100 vrsta, od kojih je 58 endemskih. Biwa je važno i u ornitološkom smislu jer ga godišnje posjeti više od 5000 vrsta ptica. Danas, mirnoća jezera narušena je unosom strane ribe u njegove vode. Jezero je zaštićeno Ramsarskom konvencijom

## Galerija
- Panorama otoka na jezeru
- Kanal koji vodi s jezera, okružen višnjama u cvatu
- Otok Chikubu

## Vanjske poveznice
|  | Zajednički poslužitelj ima stranicu o temi Jezero Biwa |

 Vodič: Lake Biwa na Wikivoyageu
- Department of Lake Biwa and Environment, Shiga Prefecture
- Lake Biwa Environmental Research Institute
- Ramsar site database
- go.biwako - Travel Guide of Shiga Prefecture, Japan
- Lake Biwa (World Wildlife Fund)
- Review of Criodrilidae (Annelida: Oligochaeta) including Biwadrilus from Japan
- Live Webcam of Biwako
- Japan's Secret Garden NOVA / PBS
- Lake Biwa Catfish